# حكومة فؤاد السنيورة الثانية
شكلت الحكومة رقم 70 والأولى بعهد الرئيس ميشال سليمان بتاريخ 11 يوليو 2008، ويعتبر تشكيلها تنفيذاً لاتفاق الدوحة الذي نص ببنده الثاني على تشكيل حكومة وحده وطنية وتوزع مقاعدها كالتالي
- 16 وزير لتحالف 14 آذار.
- 11 وزير لتحالف 8 آذار.
- 3 وزراء لرئيس الجمهورية.

وشكلت الحكومة بعد 45 يوماً من تكليف رئيس الوزراء فؤاد السنيورة برئاستها وذلك بعد مشاورات طويلة لحلحله عقد التأليف وتوزيع الحقائب بين الأطراف كافة. وشارك بالحكومة أغلبية الأحزاب اللبنانية الهامة مثل حزب الكتائب، حزب الله، حركة أمل، تيار المستقبل، القوات اللبنانية، الحزب التقدمي الاشتراكي، الحزب الديمقراطي اللبناني، حزب الطاشناق، حزب الهنشاك وتمثيل للقاء قرنة شهوان بالإضافة إلى المستقلون. يرأس الحكومة فؤاد السنيورة ونائبه هو عصام أبو جمرا. وقد نالت الحكومة الثقة بيوم 12 أغسطس 2008 في الجلسة التي حضرها 107 نائب وصوت بالثقة للحكومة 100 نائب بينما صوت 5 نواب ضد إعطاء الحكومة الثقة وامتنع نائبان.
وأدارت الحكومة العملية الانتخابية للبرلمان لدورة عام 2009 والتي أجريت بتاريخ 7 يونيو 2009، وبعد الانتخابات استمرت الحكومة بتصريف الأعمال لفترة خمسة شهور وذلك بسبب خلافات عدة سبقت تشكيل الحكومة الجديدة. وانتهت أعمال الحكومة في 9 نوفمبر 2009 عندما أعلن عن تشكيل الحكومة الجديدة.

## تشكيلة الحكومة
| اسم الوزير        | الوزارة                  | الانتماء السياسي          | الحلف السياسي  |
| موارنة            |                          |                           |                |
| زياد بارود        | الداخلية والبلديات       | مستقل                     | رئيس الجمهورية |
| جبران باسيل       | الاتصالات                | التيار الوطني الحر        | تحالف 8 آذار   |
| أنطوان كرم        | البيئة                   | القوات اللبنانية          | تحالف 14 آذار  |
| ماريو عون         | الشئون الاجتماعية        | التيار الوطني الحر        | تحالف 8 آذار   |
| إيلي ماروني       | السياحة                  | حزب الكتائب اللبنانية     | تحالف 14 آذار  |
| نسيب لحود         | وزير دولة                | لقاء قرنة شهوان           | تحالف 14 آذار  |
| روم أرثوذكس       |                          |                           |                |
| عصام أبو جمرا     | نائب رئيس الوزراء        | التيار الوطني الحر        | تحالف 8 آذار   |
| إلياس المرّ        | الدفاع الوطني            | مستقل                     | رئيس الجمهورية |
| طارق متري         | الإعلام                  | مستقل                     | تحالف 14 آذار  |
| إبراهيم نجار      | العدل                    | القوات اللبنانية          | تحالف 14 آذار  |
| روم كاثوليك       |                          |                           |                |
| إلياس سكاف        | الزراعة                  | الكتلة الشعبية            | تحالف 8 آذار   |
| ريمون عودة        | المهجرين                 | مستقل                     | تحالف 14 آذار  |
| يوسف تقلا         | وزير دولة                | مستقل                     | رئيس الجمهورية |
| الأرمن            |                          |                           |                |
| آلان طابوريان     | الطاقة والمياه           | حزب الطاشناق              | تحالف 8 آذار   |
| جان أوغاسابيان    | وزير دولة                | حزب الهنشاك               | تحالف 14 آذار  |
| السنة             |                          |                           |                |
| فؤاد السنيورة     | رئيس الوزراء             | تيار المستقبل             | تحالف 14 آذار  |
| بهية الحريري      | التربية                  | تيار المستقبل             | تحالف 14 آذار  |
| تمام سلام         | الثقافة                  | مستقل                     | تحالف 14 آذار  |
| محمد شطح          | المال                    | مستقل                     | تحالف 14 آذار  |
| محمد الصفدي       | الاقتصاد الوطني والتجارة | التكتل الطرابلسي          | تحالف 14 آذار  |
| خالد قباني        | وزير دولة                | مستقل                     | تحالف 14 آذار  |
| الشيعة            |                          |                           |                |
| فوزي صلوخ         | الخارجية والمغتربين      | مستقل - مقرب من حركة أمل  | تحالف 8 آذار   |
| محمد فنيّش         | العمل                    | حزب الله                  | تحالف 8 آذار   |
| محمد جواد خليفة   | الصحة العامة             | حركة أمل                  | تحالف 8 آذار   |
| غازي زعيتر        | الصناعة                  | حركة أمل                  | تحالف 8 آذار   |
| إبراهيم شمس الدين | التنمية الإدارية         | مستقل                     | تحالف 14 آذار  |
| علي قانصوه        | وزير دولة                | الحزب القومي السوري       | تحالف 8 آذار   |
| دروز              |                          |                           |                |
| غازي العريضي      | الأشغال العامة والنقل    | الحزب التقدمي الاشتراكي   | تحالف 14 آذار  |
| طلال أرسلان       | الشباب والرياضة          | الحزب الديمقراطي اللبناني | تحالف 8 آذار   |
| وائل أبو فاعور    | وزير دولة                | الحزب التقدمي الاشتراكي   | تحالف 14 آذار  |

## وصلات خارجية
مجلس الوزراء - موقع رئاسة مجلس الوزراء الرسمي